# Yates-Gletscher
Der Yates-Gletscher ist ein Gletscher an der Black-Küste des Palmerlands im südlichen Teil der Antarktischen Halbinsel. Er fließt 5 km südlich des Matheson-Gletschers zur Westseite des Lehrke Inlet.
Das UK Antarctic Place-Names Committee benannte ihn 1976 nach John Yates (* 1946) vom British Antarctic Survey, der in diesem Gebiet tätig war.